# 弗里登伯格 (密蘇里州)
弗里登伯格（英語：Friedenberg）是位於美國密蘇里州佩里縣的非建制地區。

## 歷史
弗里登伯格的郵局於1899年設立，其後於1906年停運。

## 地理
弗里登伯格所處的海拔為高於海平面168米（即551英呎），而該地所採用的時區為UTC-6，即北美中部時區（CST）。同時該地設有夏令時間，為UTC-6調快一小時，即UTC-5（CDT）。